# Svatý rok 1450
Svatý rok 1450 (5. řádné univerzální jubileum) byl vyhlášen papežem Mikulášem V. 19. ledna 1349 čtením papežské buly začínající slovy: Immensa et innumerabilia. Tohoto Svatého roku se zúčastnil i Mikuláš Kusánský, který přinesl oslavu jubilejního roku také do německých zemí.

## Začátek Svatého roku
Charismatický papež Mikuláš V. (připomínající podobnou osobnost ve 20. století Jana XXIII.) v bule Immensa et innumerabilia opominul ustanovení Urbana VI., který si přál slavit Svatý rok každých 33 let, ale zmiňuje se o nařízeních Klementa VI. a Řehoře XI., jako by chtěl vzbudit novou tradici slavit Svatý rok každý 25. rok. Ta byla zavedena až Pavlem II. Mikuláš V. se však opřel o starozákonní princip slavit Svatý rok jako Milostivé léto každý 50. rok. Mikuláš V. uvádí, že co ve starozákonní době bylo pouhým nařízením, v novozákonní době se slaví v duchu a v pravdě. V této souvislosti hovoří o „tajemství jubilejního roku“, jako o období spásy, neboť tehdy plynou věřícím hojněji proudy Božího milosrdenství. V bule se objevuje i zmínka o „prazích apoštolů Petra a Pavla“ (pozdější Ad limina), která se tak poprvé objevuje v jubilejních bulách. V závěru textu se vyzývají věřící k tomu, aby využili jubilejního roku vykonáním pouti a almužnami. Tato výzva v souvislosti s bazilejským koncilem, na němž se projevily přežívající konciliaristické názory, byl podáním ruky i některým biskupům, aby se smířili s Apoštolským stolcem, který „z plnosti apoštolské moci udělil odpuštění a nabízel smíření také mezi těmi, kteří byli povoláni řídit církev“. 
Svatý rok byl kvalitně připravený a jeho konání zachytili velmi dobře i soudobí kronikáři. Text buly byl rozšířen do křesťanských zemí a podél cest do Říma byli rozmístěni lidé, kteří vysvětlovali poutníkům cestu. Nešlo však vždy vše tak hladce. Stalo se, že ve Viterbu musel dokonce sám papež zasahovat proti vykořisťování poutníků hostinskými.
Jubilejní rok 1450 byl zahájen v předvečer Vánoc. Papež, který se na Svatý rok nedočkavě těšil, jak uvádí florentský obchodník Giovanni Rucellai, otevřel i Svatou bránu v Lateránské bazilice. Tím přenesl oslavy od hrobů sv. Petra a Pavla, kde se původně oslavy Svatého roku soustřeďovaly, do katedrály římského biskupa.

## Průběh
Pro získání odpustků museli obyvatelé Říma navštívit čtyři jubilejní baziliky (Sv. Petra, Sv. Jana v Lateránu, Sv. Marie Větší a Sv. Pavla za hradbami) během roku třicetkrát, obyvatelé Itálie patnáctkrát a zaalpští poutníci osmkrát. Poutníků bylo velké množství a nastal problém se zásobováním. Pekárny nestačily péct chléb pro toto množství lidu. Relikvii Veroničiny roušky přikázal Mikuláš V. ukazovat každou neděli a hlavy sv. Petra a Pavla, které byly uchovávány v Lateránské bazilice každou sobotu. V neděli pak ve stanovený čas žehnal poutníky sám.
Prvotní nápor poutníků způsobil, že nebylo dostatek místa a oni museli spát na ulicích. Od února do poloviny postní doby se však jejich počet snížil, což zase znepokojilo římské hostinské. V polovině května v Římě vypukl mor, který zasáhl i papežský dvůr. Mikuláš V. sám s vybranými humanistickými umělci odjel z Říma do Fabriana, kde vydal papežské breve, kterým hrozil trestem exkomunikace a zbavení beneficií všem, kdo by se chtěli přiblížit na cestě z Říma k Fabrianu. Ještě před svým odjezdem z Říma však stačil svatořečit františkána Bernardina ze Sieny za přítomnost asi osmi stovek příslušníků jeho řádu. Mezi těmito františkány byl i sv. Jan Kapistrán, který se s Bernardinem ze Sieny osobně znal a zasazoval se o jeho kanonizaci. Františkáni v období moru zůstali v Římě a starali se o nemocné a umírající poutníky. Hrdinskou odvahou právě zde vynikl Jan z Kapistránu.
Když na podzim roku 1450 ustala v Římě morová epidemie, bylo město opět přeplněné poutníky. Znovu se nedostávalo chleba a papež z praktických důvodů rozhodl, že pro získání odpustků postačí jednodenní pouť v předepsaných čtyřech bazilikách a poutník musí přijmout jeho nedělní požehnání, čímž získá jubilejní odpuštění. Tímto rozhodnutím zachránil Řím před hladomorem. Tato praxe se pak udržovala až do Vánoc 1450.

## Závěr Svatého roku
Když v sobotu 19. prosince 1450 navštívily zástupy věřících svatopetrskou baziliku došlo k tragédii. Na jediném mostě přes Tiberu k Vatikánu se splašili čtyři koně. V nastalé tlačenici přišlo o život 172 lidí, většinou mladých. Část z nich naskákala do řeky a utonula. Těla zahynulých během této události nechal papež převéz třikrát na šesti vozech na hřbitov při svatopetrské bazilice a po jejich identifikaci pohřbít na dvou jiných místech. Tato tragická událost Mikulášem V. hluboce otřásla a on se od té doby stal trudnomyslným. U mostu dal postavit kapli sv. Máří Magdalény a svatých Neviňátek, kde dal sloužit pak denně mši svatou za tyto oběti. Přestože na pomoc chudým poutníkům vynaložil mnoho, snažil se alespoň nějak utišit bolest pozůstalých. 
Ze Svatého roku měli velký užitek obyvatelé Říma. Zvláště kramáři, lidoví malíři Veroničiny roušky a hospody. Oficiálních hospod bylo v Římě v té době 1022, ale neoficiálně jich bylo daleko více, protože je římané provozovali v soukromých domech. K zajímavostem patří, že Mikuláš V. za peníze, které přinesli poutníci do Říma skupovával staré rukopisy s díly antickými a církevních spisovatelů. Nechal za ně také stavět kostely a kaple. V této době vyzdobil kapličku v papežském paláci freskami s výjevy sv. Vavřince a Štěpána Fra Angelico za peníze ze Svatého roku. Většina dalších peněz pak přišla na rozmnožení rukopisů vatikánské knihovny, které dával přepisovat a na výzdobu římských kostelů.

## Ohlasy
Na duchovní úrovni došlo k silné proměně. Nesčetní kajícníci se smířili s Bohem a dosáhli odpuštění hříchů. Papežskou penitenciárii tehdy řídil slavný kardinál Domenico Capranica. K němu se sbíhali poutníci, aby jim dal rozhřešení od hříchů, které jsou vyhraženy papeži. Capranica pak denně papeže informoval o působení svého úřadu. Jubilejní rok se slavil v období vrcholného humanismu a začal být nazýván „Zlatým svatým rokem“. Nebylo to jenom proto, že měl vnější lesk, ale přispěl k vnitřní obrodě celé církve a její jednotě.

#### Studie a články
- Anni Santi (Gli). Torino: [s.n.], 1934. (italsky)
- BARGELLINI, Piero. L'Anno Santo nella storia, nella letteratura e nell’ arte. Florencie: [s.n.], [1974]. 318 s. (italsky)
- CASTELLI, Giulio. Gli Anni Santi. Il grande perdono. Rocca S. Casciano: [s.n.], 1949. (italsky)
- CECCHETTI, I. The Sublime City. Washington – Řím: Frediani G, 1950. (anglicky)
- CECCHETTI, I. Roma nobilis. L’idea, la missione, le memoria. Il destino di Roma. Řím: Cechetti I., 1950. (italsky)
- Storia e typografia dell’ Anno Santo. Vatikán: Comitato centrale per l’Anno Santo, 1974. (italsky)
- DE BLASI, Jolanda. Giubileo. Racconto di sei secoli e mezzo (1300–1950). Florencie: Del Turco Ed., 1950. 624 s. (italsky)
- DI MEGLIO, S. Breve storia dell’Anno Santo. Siena: [s.n.], 1973. (italsky)
- DUMEIGE, G. L’accueil de Rome aux pelegrins du Jubilé de 1575 (přednáška v Centre d’Études saint Louis de France, 10. prosince 1974). [s.l.]: [s.n.] (francouzsky)
- DVPRÉ THESEIDER, E. Roma dal Comune del popolo alla Signoria pontificia (1252–1377). [s.l.]: [s.n.], 1952. (italsky)
- FRUGONI, A. La devozione dei Bianchi del 1399. In:  L’attesa dell’età nuova nella spiritualità della fine del medio evo. [s.l.]: Todi, 1962. S. 232–248. (italsky)
- GALUZZI, A. Gli Anni Santi nell’età moderna, v: Schede di storia della Chiesa nell’età moderna. Řím: [s.n.], 1994–19952. S. 265–324. (italsky)
- GORDINI, G. D. Storie dei pellegrini, di briganti e di anni santi, (Chiesa sotto inchiesta, 3). Torino: [s.n.], [1974]. (italsky)
- MARONI LOMBROSO, M; MARTINI, A. Le confraternite romane nelle loro Chiese. Řím: [s.n.], 1963. (italsky)
- MARTIRE, E. Santi e Birboni. Luci ed ombre nella storia dei giubilei. Milano: [s.n.], 1950. (italsky)
- MELIS, F. Movimenti di popoli e motivi economici nel giubileo del 1400; v: Miscellanea Gilles Gerard Meerseman, I,. Padova: [s.n.], 1970. S. 343–367. (italsky)
- Mostra documentaria degli Anni Santi (1300–1975). Vatikán: [s.n.], 1975. (italsky)
- PASTOR, L., von. Storia dei papi dalla fine del medio evo ..., 20 sv.. 1950–1963 (fototypické vyd. 1971). vyd. Řím: [s.n.] (italsky)
- POLC, Jaroslav Václav. De origine festi Visitazione. Řím: (Coronas Lateranensis, 9A), 1967. (italsky)
- POLC, Jaroslav Václav. La festa della Visitazione e il Giubileo del 1390. Rivista di storia della Chiesa in Italia 29. 1975, s. 149–172. (italsky)
- SCHMIDT, H. Bullarium Anni Sancti. Řím: [s.n.], 1949. (latinsky)
- SECRET, F. Le „Tractatus de anno Jubilaei de Lazaro da Viterbo. Grégoire XIII e la Kabbale chrétiénne, Rinascimento“, serie II., 6. 1966, s. 305–333. (italsky)
- Storia e topografia dell’Anno Santo. Vatikán: Comitato centrale per l’Anno Santo, 1974. (italsky)

#### Periodika
- Acta Sanctae Sedis (–1904). Acta Apostolicae Sedis. (–1904). (latinsky)
- Anno Santo, Řím. 1973–1975. (italsky)
- Civiltà Cattolica (La), Řím (italsky)
- Jubilaeum. Ephemerides Anni Sancti, Città del Vaticano. [1974/1975].
- Nový život, Řím
- L'Osservatore Romano, Città del Vaticano (italsky)